# Palearctica

Harta Palearcticei

Palearctica este una dintre cele opt ecozone în cadrul regionării biogeografice a globului. Cuprinde regiunea de nord a lumii vechi: Europa, Africa de Nord, partea nordică și centrală a Asiei (la nord de Himalaia) și părțile de nord și centrale din Peninsula Arabică.